# Ticho nad pekáčem
Ticho nad pekáčem je třetí řadové album české hudební skupiny Trautenberk, vydané 16. listopadu 2018. Jde o druhé album s Miroslavem „Prasopsem“ Císlerem na postu zpěváka.

## Podrobnosti
Album se vyznačuje celkovým textovým odklonem od tematiky Krkonošských pohádek.
Skladba „Netáhlo" získala značnou popularitu, ačkoliv k ní vzniklo pouze lyric video.
Některé písně obsahují úryvky z českých filmů a seriálů, konkrétně: Chalupáři („Dej pozor na satana“) a Jáchyme, hoď ho do stroje („Stomatometal“).

## Videoklipy
Klipy byly natočeny ke skladbám „Lunt“, „Dej pozor na satana“ a „Jára umí šít“.

## Seznam skladeb
| Pořadí         | Název                       | Autor                        | Délka |
| -------------- | --------------------------- | ---------------------------- | ----- |
| 1.             | Netáhlo (feat. Supice)      | Dvořák, Vais/Valeček         | 3:36  |
| 2.             | Pan Pilous (feat. Protheus) | Dvořák, Vais/Valeček         | 3:21  |
| 3.             | Chyť a pusť                 | Dvořák, Vais/Císler          | 2:52  |
| 4.             | Dej pozor na satana         | Dvořák, Vais/Císler          | 3:17  |
| 5.             | Klobáseň                    | Dvořák, Vais/Císler, Valeček | 3:24  |
| 6.             | Zaplať pán bů               | Dvořák, Vais/Valeček         | 3:31  |
| 7.             | Ticho nad pekáčem           | Dvořák, Vais/Valeček         | 2:43  |
| 8.             | Stomatometal                | Dvořák, Vais/Císler          | 3:00  |
| 9.             | Jára umí šít                | Dvořák, Vais/Císler          | 2:46  |
| 10.            | Lunt                        | Dvořák, Vais/Valeček         | 3:53  |
| Celková délka: | Celková délka:              | Celková délka:               | 32:22 |

## Obsazení
- Miroslav Císler –⁠ zpěv
- Luboš Valeček –⁠ zpěv
- Marek Vais –⁠ kytara a zpěv
- Dalibor Dvořák –⁠ kytara
- Jan Suchý –⁠ basová kytara
- Jiří Hodl –⁠ bicí

Hosté
- Veronika „Supice“ Borovková - zpěv (1)
- Jan „Protheus“ Macků – zpěv (2)